# Hiszpania na Letnich Igrzyskach Olimpijskich 1920
Hiszpanię na Letnich Igrzyskach Olimpijskich 1920 w Antwerpii reprezentowało 58 zawodników, wyłącznie mężczyzn. Najmłodszym zawodnikiem w reprezentacji był waterpolista Alfonso Tusell (14 lat 134 dni), a najstarszym strzelec Antonio Vázquez de Aldana (59 lat 298 dni).

## Zdobyte medale
| Medal  | Zawodnik | Dyscyplina  | Konkurencja      | Rezultat                                           |
| ------ | --- | ----------- | ---------------- | -------------------------------------------------- |
| Srebro | Ricardo Zamora Mariano Arrate Pedro Vallana Josep Samitier José María Belauste Agustín Sancho Ramón Eguiazábal Sabino Bilbao Félix Sesúmagaa Patricio Arabolaza Pichichi Domingo Acedo Juan Artola Francisco Pagazaurtundúa Luis Otero Joaquín Vázquez Ramón Gil Silverio Izaguirre | Piłka nożna | Turniej mężczyzn | W meczu o trzecie miejsce: wygrana z Holandią 3:1  |
| Srebro | Leopoldo Saínz de la Maza Álvaro de Figueroa José de Figueroa Hernando Fitz-James Jacobo Fitz-James | Polo        | Turniej mężczyzn | W meczu finałowym: przegrana z Wlk. Brytanią 11:13 |

## Skład kadry

### Lekkoatletyka
Konkurencje biegowe
| Konkurencja                 | Zawodnik                                                     | Eliminacje | Eliminacje | Ćwierćfinał   | Ćwierćfinał   | Półfinał           | Półfinał           | Finał                | Finał                |
| Konkurencja                 | Zawodnik                                                     | Wynik      | Miejsce    | Wynik         | Miejsce       | Wynik              | Miejsce            | Wynik                | Miejsce              |
| --------------------------- | ------------------------------------------------------------ | ---------- | ---------- | ------------- | ------------- | ------------------ | ------------------ | -------------------- | -------------------- |
| 100 m                       | Félix Mendizábal                                             | 11,2       | 2.         | b.d           | 2.            | b.d                | 5.                 | Nie awamsował        | Nie awamsował        |
| 100 m                       | Jaime Camps                                                  | b.d        | 5.         | Nie awansował | Nie awansował | Nie awansował      | Nie awansował      | Nie awansował        | Nie awansował        |
| 100 m                       | Diego Ordóñez                                                | b.d        | 3.         | Nie awansował | Nie awansował | Nie awansował      | Nie awansował      | Nie awansował        | Nie awansował        |
| 100 m                       | Carlos Botín                                                 | 11,2       | 3.         | Nie awansował | Nie awansował | Nie awansował      | Nie awansował      | Nie awansował        | Nie awansował        |
| 200 m                       | Diego Ordóñez                                                | 23,7       | 3.         | Nie awansował | Nie awansował | Nie awansował      | Nie awansował      | Nie awansował        | Nie awansował        |
| 200 m                       | Félix Mendizábal                                             | 23,2       | 3.         | Nie awansował | Nie awansował | Nie awansował      | Nie awansował      | Nie awansował        | Nie awansował        |
| 200 m                       | Federico Reparez                                             | b.d        | 5.         | Nie awansował | Nie awansował | Nie awansował      | Nie awansował      | Nie awansował        | Nie awansował        |
| 200 m                       | Carlos Pajarón                                               | 24,2       | 3.         | Nie awansował | Nie awansował | Nie awansował      | Nie awansował      | Nie awansował        | Nie awansował        |
| 400 m                       | José García Lorenzana                                        | 52,8       | 4.         | Nie awansował | Nie awansował | Nie awansował      | Nie awansował      | Nie awansował        | Nie awansował        |
| 400 m                       | Miguel García Onsalo                                         | 52,0       | 2.         | 52,6          | 4.            | Nie awansował      | Nie awansował      | Nie awansował        | Nie awansował        |
| 800 m                       | José Grasset                                                 | b.d        | 7.         |               |               | Nie awansował      | Nie awansował      | Nie awansował        | Nie awansował        |
| 800 m                       | Miguel García Onsalo                                         | 2:02,2     | 3.         |               |               | 2:01,2             | 6.                 | Nie awansował        | Nie awansował        |
| 1500 m                      | Juan Muguerza                                                |            |            |               |               | Nie ukończył biegu | Nie ukończył biegu | Nie awansował        | Nie awansował        |
| 5000 m                      | Juan Muguerza                                                |            |            |               |               | b.d                | 6.                 | Nie awansował        | Nie awansował        |
| 5000 m                      | Teodoro Pons                                                 |            |            |               |               | Nie ukończył biegu | Nie ukończył biegu | Nie awansował        | Nie awansował        |
| 10 000 m                    | Teodoro Pons                                                 |            |            |               |               | b.d                | 7.                 | Nie awansował        | Nie awansował        |
| sztafeta 4 × 100 m mężczyzn | Félix Mendizábal Diego Ordóñez Carlos Botín Federico Reparez |            |            |               |               | 44,6               | 3.                 | Nie awansowali       | Nie awansowali       |
| chód na 10 km               | Luis Meléndez                                                |            |            |               |               | 53:56,6            | 5.                 | Nie ukończył wyścigu | Nie ukończył wyścigu |
| bieg przełajowy             | Julio Domínguez                                              |            |            |               |               |                    |                    | b.d                  | 25.                  |

Konkurencje techniczne
| Konkurencja    | Zawodnik          | Eliminacje | Eliminacje | Finał         | Finał         |
| Konkurencja    | Zawodnik          | Wynik      | Miejsce    | Wynik         | Miejsce       |
| -------------- | ----------------- | ---------- | ---------- | ------------- | ------------- |
| pchnięcie kulą | Ignacio Izaguirre | 11,235     | 17.        | Nie awansował | Nie awansował |
| rzut oszczepem | Ignacio Izaguirre | 38,92      | 23.        | Nie awansował | Nie awansował |

### Piłka nożna
Reprezentacja mężczyzn
| - Ricardo Zamora - Pedro Vallana - Mariano Arrate - Juan Artola - Agustín Sancho - Ramón Eguiazábal - Francisco Pagazaurtundúa - Félix Sesúmaga - Patricio Arabolaza |  | - Rafael Moreno - Domingo Acedo - José María Belauste - Josep Samitier - Luis Otero - Joaquín Vázquez - Sabino Bilbao - Ramón Gil - Silverio Izaguirre |

### Turniej główny
Pierwsza runda
| 28 sierpnia 1920 | Hiszpania | 1:00:0 | Dania | La Butte, Bruksela |
|                  |           |        |       |                    |

Ćwierćfinał
| 29 sierpnia 1920 | Belgia | 3:12:1 | Hiszpania | Olympisch Stadion, Antwerpia |
|                  |        |        |           |                              |

### Turniej o srebrny i brązowy medal
I runda
| 1 września 1920 | Hiszpania | 2:10:1 | Szwecja | Stadion aan de Broodstraat, Antwerpia |
|                 |           |        |         |                                       |

II runda
| 2 września 1920 | Włochy | 0:20:1 | Hiszpania | Stadion aan de Broodstraat, Antwerpia |
|                 |        |        |           |                                       |

III runda
|  | Hiszpania | – | Czechosłowacja |  |
|  |           |   |                |  |

Mecz się nie odbył z powodu dyskwalifikacji drużyny Czechosłowacji.
Mecz o srebrny medal
| 5 września 1920 | Hiszpania | 3:12:0 | Holandia | Stadion aan de Broodstraat, Antwerpia |
|                 |           |        |          |                                       |

Reprezentacja Hiszpanii zdobyła srebrny medal.

### Piłka wodna
- Reprezentacja mężczyzn

| - Luis Gibert - Alfonso Tusell - Ramón Berdomás - Manuel Armanqué |  | - Antonio Vila-Coro - Francisco Gibert - Enrique Granados - José Fontanet |

Turniej główny

#### 1/8 finału
| 22 sierpnia 1920 | Hiszpania | 1:1 | Włochy |  |
|                  |           |     |        |  |

#### Ćwierćfinał
| 24 sierpnia 1920 | Wielka Brytania | 9:0 | Hiszpania |  |
|                  |                 |     |           |  |

Turniej o srebrny medal

#### Półfinał
| 28 sierpnia 1920 | Stany Zjednoczone | 5:0 | Hiszpania |  |
|                  |                   |     |           |  |

Reprezentacja Hiszpanii została sklasyfikowana na 7. miejscu.

### Pływanie
Mężczyźni
| Konkurencja      | Zawodnik         | Eliminacje           | Eliminacje           | Półfinał      | Półfinał      | Finał         | Finał         |
| Konkurencja      | Zawodnik         | Czas                 | Miejsce              | Czas          | Miejsce       | Czas          | Miejsce       |
| ---------------- | ---------------- | -------------------- | -------------------- | ------------- | ------------- | ------------- | ------------- |
| 1500 m dowolnym  | Joaquín Cuadrada | b.d                  | 4.                   | Nie awansował | Nie awansował | Nie awansował | Nie awansował |
| 200 m klasycznym | Luis Balcells    | b.d                  | 6.                   | Nie awansował | Nie awansował | Nie awansował | Nie awansował |
| 400 m klasycznym | Luis Balcells    | Nie ukończył wyścigu | Nie ukończył wyścigu | Nie awansował | Nie awansował | Nie awansował | Nie awansował |

### Polo
| - Leopoldo de La Maza - Justo de San Miguel - Alvaro de Figueroa - José de Figueroa |

#### Wyniki
Półfinał
- Hiszpania –  Stany Zjednoczone 13:3

Finał
- Wielka Brytania –  Hiszpania 13:11

Drużyna Hiszpanii zdobyła srebrny medal.

### Strzelectwo
| Konkurencja                                  | Zawodnik                                                                        | Finał | Finał   |
| Konkurencja                                  | Zawodnik                                                                        | Wynik | Pozycja |
| -------------------------------------------- | ------------------------------------------------------------------------------- | ----- | ------- |
| pistolet wojskowy drużynowo                  | José Benito López Luis Calvet Antonio Bonilla Antonio Vázquez José María Miró   | 1224  | 6.      |
| pistolet dowolny drużynowo                   | José Benito López Luis Calvet Antonio Bonilla José María Miró Antonio Vázquez   | 2010  | 12.     |
| karabin małokalibrowy stojąc 50 m            | José Benito López                                                               | b.d   | b.d     |
| karabin małokalibrowy stojąc 50 m            | Antonio Bonilla                                                                 | b.d   | b.d.    |
| karabin małokalibrowy stojąc 50 m            | Domingo Rodríguez                                                               | b.d   | b.d.    |
| karabin małokalibrowy stojąc 50 m            | Luis Calvet                                                                     | b.d   | b.d.    |
| karabin małokalibrowy stojąc 50 m            | Antônio Moreira                                                                 | b.d   | b.d.    |
| karabin małokalibrowy 50 m stojąc drużynowo  | José Benito López Antonio Bonilla Domingo Rodríguez Luis Calvet Antônio Moreira | 1753  | 9.      |
| karabin dowolny 3 pozycje                    | Antonio Bonilla                                                                 | b.d   | b.d.    |
| karabin dowolny 3 pozycje                    | Antonio Moreira                                                                 | b.d   | b.d.    |
| karabin dowolny 3 pozycje                    | Domingo Rodríguez                                                               | b.d   | b.d.    |
| karabin dowolny 3 pozycje                    | José Benito López                                                               | b.d   | b.d.    |
| karabin dowolny 3 pozycje                    | Luis Calvet                                                                     | b.d   | b.d.    |
| karabin dowolny 3 pozycje drużynowo          | Antonio Moreira Antonio Bonilla Domingo Rodríguez José Benito López Luis Calvet | 4080  | 11.     |
| karabin wojskowy leżąc 300 m drużynowo       | Antonio Moreira Antonio Bonilla Domingo Rodríguez José Benito López Luis Calvet | 278   | 7.      |
| karabin wojskowy stojąc 300 m drużynowo      | Antonio Moreira Antonio Bonilla Domingo Rodríguez José Benito López Luis Calvet | 200   | 14.     |
| karabin wojskowy leżąc 600 m drużynowo       | Antonio Moreira Antonio Bonilla Domingo Rodríguez José Benito López Luis Calvet | 253   | 13.     |
| karabin wojskowy leżąc 300 i 600 m drużynowo | Antonio Moreira Antonio Bonilla Domingo Rodríguez José Benito López Luis Calvet | 510   | 12.     |

### Tenis ziemny
| Konkurencja | Zawodnik                              | 1 runda                                 | 2 runda                                                   | 3 runda                                             | Ćwierćfinały                                | Półfinały        | Finał            | Miejsce |
| Konkurencja | Zawodnik                              | Przeciwnik Wynik                        | Przeciwnik Wynik                                          | Przeciwnik Wynik                                    | Przeciwnik Wynik                            | Przeciwnik Wynik | Przeciwnik Wynik | Miejsce |
| ----------- | ------------------------------------- | --------------------------------------- | --------------------------------------------------------- | --------------------------------------------------- | ------------------------------------------- | ---------------- | ---------------- | ------- |
| Singiel (m) | Manuel Alonso                         | Jaroslav Just W 3:1 (6:3,2:6,6:0,6:2)   | Max Woosnam W 3:1 (6:1,2:6,6:1,6:3)                       | Alfred Beamish W 3:2 (6:1,5:7,5:7,6:3,6:1)          | Oswald Turnbull P 2:3 (6:0,5:7,6:4,3:6,5:7) | Nie awansował    | Nie awansował    | 5.      |
| Singiel (m) | Enrique de Satrústegui                |                                         | Charles Simon P 2:3 (6:3,6:8,2:6,8:6,2:6)                 | Nie awansował                                       | Nie awansował                               | Nie awansował    | Nie awansował    | 17.     |
| Singiel (m) | José Fernández                        | Fritz Lindqvist W 3:1 (0:6,6:2,6:3,6:2) | Mino Balbi P 0:3 (2:6,4:6,1:6)                            | Nie awansował                                       | Nie awansował                               | Nie awansował    | Nie awansował    | 17.     |
| Singiel (m) | José María Alonso                     | Ichiya Kumagae P 0:3 (5:7,3:6,3:6)      | Nie awansował                                             | Nie awansował                                       | Nie awansował                               | Nie awansował    | Nie awansował    | 32.     |
| debel (m)   | José Fernández Enrique de Satrústegui |                                         | Victor de Laveleye Stéphane Halot W 3:1 (7:5,6:3,1:6,6:4) | Max Décugis Pierre Albarran P 1:3 (2:6,6:3,0:6,4:6) | Nie awansowali                              | Nie awansowali   | Nie awansowali   | 9.      |
| debel (m)   | Manuel Alonso José José María Alonso  |                                         | Brian Norton Louis Raymond P 0:3 (3:6,5:7,0:6)            | Nie awansowali                                      | Nie awansowali                              | Nie awansowali   | Nie awansowali   | 17.     |